# إكسل ساغا
إكسل ساغا (باليابانية: エクセル♥サーガ، بالروماجي: Ekuseru Sāga) (بالإنجليزية: Excel Saga)‏ هي سلسلة مانغا يابانية من تأليف ورسم ريكدو كوشي، نشرت من قبل Shōnen Gahosha في مجلة Young King OURs، في 1996 حتى 30 يوليو عام 2011.
تم تجميع فصول المانغا في 27 تانكوبون، نشرت في أبريل 1997 حتى 29 أكتوبر عام 2011. أنتجت إلى أنمي تلفزيوني من قبل استوديو جاي سي ستاف، عرض الأنمي في 7 أكتوبر عام 1999 واستمر عرضه حتى 30 مارس عام 2000، وتكون من 26 حلقة.

## القصة
تدور أحداث القصة عن منظمة سرية تخطط لغزو العالم الخطوة الأولى في خطة السيطرة على العالم، تبدأ من خلال التركيز على مدينة واحدة لكيلا تفشل.

## الشخصيات
إكسل
مؤدية الصوت: كوتونو ميتسويشي
بلازو الثاني
مؤدي الصوت: تاكيهيتو كوياسو
هايات
مؤدية الصوت: أومي مينامي
كابابو (باليابانية: 蒲腐، بالروماجي: Kabapu)
مؤدي الصوت: ريوزابورو أوتومو
تورو واتانابي (باليابانية: 渡辺通، بالروماجي: Watanabe Tōru)
مؤدي الصوت: ريوتارو أوكيايو
نوريكوني إيواتا (باليابانية: 岩田紀國، بالروماجي: Iwata Norikuni)
مؤدي الصوت: شوتارو موريكوبو
ميكاسا ماتسويا (باليابانية: 松屋美咲، بالروماجي: Matsuya Misaki)
مؤدية الصوت: يوكا إيماي
روبونماتسو
مؤدية الصوت: ساتسوكي يوكينو (الصوت الأول)، ساتومي كوروغي (الصوت الثاني)
غوجو شيوجي (باليابانية: 四王子五条، بالروماجي: Shiōji Gojō)
مؤدي الصوت: كازوهيكو إينوي
مينتشي (باليابانية: メンチ، بالروماجي: Menchi)
مؤدية الصوت: ساتومي كوروغي
ريكدو كوشي (باليابانية: 六道神士، بالروماجي: Rikudō Kōshi)
مؤدي الصوت: واتارو تاكاغي
الجدار الكوني العظيم (باليابانية: 大宇宙の大いなる意思، بالروماجي: Daiuchū no Ōinaru Ishi)
مؤدية الصوت: يوكو ميزوتاني
نابيشين (باليابانية: ナベシン، بالروماجي: Nabeshin)
مؤدي الصوت: شينيتشي واتانابي
بيدرو قالب:يال
مؤدي الصوت: تاكاشي ناغاساكو
بوتشو (باليابانية: プチュウ، بالروماجي: Puchū)
مؤدية الصوت: أومي مينامي
سارا كوزيت
مؤدية الصوت: أكيكو ياجيما
إكسل غيل
مؤدية الصوت: يوميكو كوباياشي
ذا مان (باليابانية: あの人، بالروماجي: Ano Hito)
مؤدي الصوت: واتارو تاكاغي

## وصلات خارجية
- إكسل ساغا على موقع فيز ميديا
- إكسل ساغا على موقع مادمان إنترتنمنت
- إكسل ساغا على موقع IMDb (الإنجليزية)
- إكسل ساغا على موقع فيلمافينيتي (الإسبانية)
- إكسل ساغا على موقع ليتربوكسد (الإنجليزية)
- إكسل ساغا على موقع كينوبويسك (الروسية)
- إكسل ساغا على موقع قاعدة بيانات الفيلم (الإنجليزية)
- إكسل ساغا على موقع ANN anime (الإنجليزية)
- إكسل ساغا على موقع ANN manga (الإنجليزية)